# Federica Sala
Federica Sala (Vimercate, 18 luglio 1993) è una nuotatrice artistica italiana.

## Carriera
Reduce da tre medaglie conquistate nella Coppa Comen, un oro nel singolo a cui si aggiungono un altro oro e un argento vinti con la squadra, nel 2009 Federica Sala ha debuttato agli Europei giovanili come componente della squadra juniores dell'Italia. I campionati continentali juniores le hanno fruttato complessivamente due medaglie di bronzo nel libero combinato, vinte rispettivamente a Tampere 2010 e Belgrado 2011.
Durante gli Europei di Berlino 2014 ha avuto l'opportunità di fare esperienza internazionale come riserva nella squadra maggiore dell'Italia, vincendo la medaglia di bronzo nel libero combinato. È stata nuovamente convocata in Nazionale in occasione dei Mondiali di Budapest 2017 per gareggiare nel libero combinato, dove l'Italia è terminata quarta alle spalle del Giappone. 
Agli Europei di Glasgow 2018 ha partecipato ancora una volta al libero combinato contribuendo alla vittoria della medaglia d'argento, mentre ha fatto parte delle riserve nei programmi libero e tecnico della gara a squadre che si sono conclusi con due medaglie di bronzo.
Federica Sala ha fatto parte della squadra italiana che ai Mondiali di Gwangju 2019 ha conquistato la prima storica medaglia iridata a squadre classificandosi seconda nell'highlight, routine di nuova introduzione nei campionati, dietro l'Ucraina e davanti alla Spagna.

## Palmarès
- Mondiali

Gwangju 2019: argento nell'highlight.
- Europei

Berlino 2014: bronzo nel libero combinato.
Glasgow 2018: argento nel libero combinato, bronzo nella gara a squadre (programma tecnico e libero).
Roma 2022: argento nel libero combinato, nell'highlight, nella gara a squadre (programma libero).
- Europei giovanili

Tampere 2010: bronzo nel libero combinato.
Belgrado 2011: bronzo nel libero combinato.